# 不情愿者

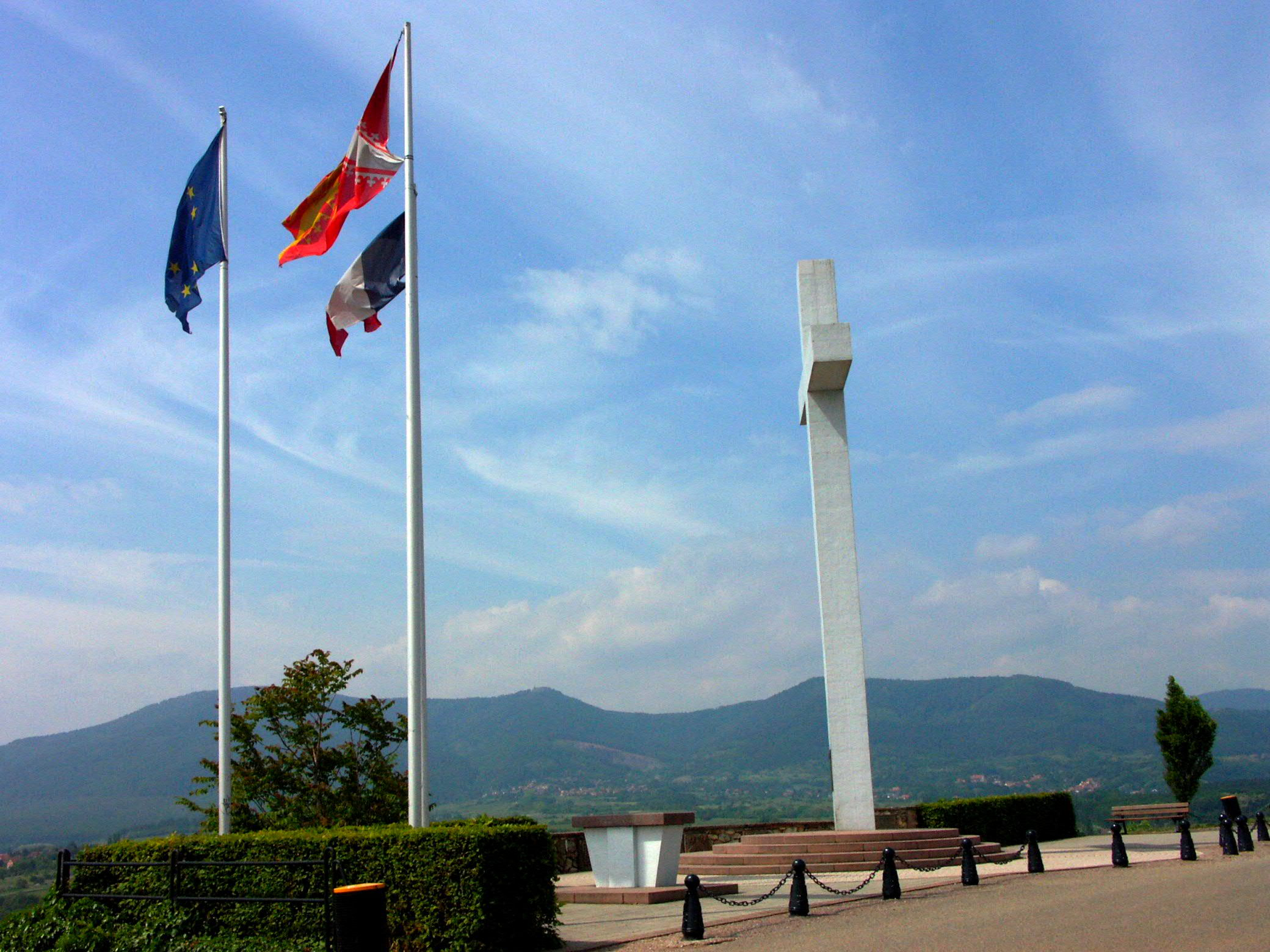
法国下莱茵省奥贝奈的不情愿者纪念碑

不情愿者（法語：Malgré-nous，發音：[malɡʁe nu]，意为“违背我们意愿”、“不顾我们反对”），是指第二次世界大战期间法国阿尔萨斯-摩泽尔地区被德国占领后，当地被德军征召入伍的男性。
被占领后的阿尔萨斯-摩泽尔地区提供了德军总兵力的1%，即134,000人，其中包括103,000名阿尔萨斯人和31,000名摩泽尔人。在这134,000人中：
- 30,000人受伤，10,000人残疾[1]；
- 30,000—40,000人死亡[1]；
- 11,000—20,000人失踪，其中12,000人失踪于苏联战俘营[1]。